# Bukajk
Bukajk (arab. بقيق) – miasto we wschodniej Arabii Saudyjskiej, w Prowincji Wschodniej. Według spisu ludności na rok 2010 liczyło 36 207 mieszkańców.